# Beijing Automobile Works
Beijing Automobile Works Co., Ltd. (BAW) — один з найбільших і найстаріших автомобілебудівних виробників в Пекіні та в Китаї в цілому. Компанія займається проектуванням, виробництвом і продажем легкових позашляховиків, пікапів, мінівенів, легких вантажівок, спеціальних та військових автомобілів. 
BAW випускає свій модельний ряд в більш ніж 150 комплектаціях. Корпорація BAW є офіційним постачальником армії Китаю і випускає також спеціальні військові автомобілі, наприклад, автомобіль-амфібію "Amphicar". BAW входить в Beijing Automotive Industry Holding.
Головний офіс BAW знаходиться в районі Chaoyang (Пекін). Виробничі площі розміщуються на двох заводах: один знаходиться в районі Chaoyang, другий - в районі Shunyi. Продуктивність - 100 000 автомобілів в рік. Велика дистриб'юторська і сервісна мережа Beijing Automobile Works покриває весь Китай. 
На заводах BAW було встановлено системи контролю якості які пройшли сертифікацію по ISO 9001:2000 (стандарти громадянського якості) та GJB/9001-2000 (стандарти військового якості). 
Після успіху на місцевому автомобільному ринку, компанія BAW вийшла за межі Китаю і організувала широку дистриб'юторську мережу в понад 60 країнах світу. І має філії в Південній Африці, Кубі, Росії, Зімбабве. Серед всіх проданих автомобілів по світі обсяг продажів позашляховиків складає більше 1 млн одиниць.

## Історія
1951 рік - за рішенням Департаменту транспорту й логістики північного військового округу Народно-Визвольної Армії Китаю відбувається злиття двох підприємств: Авторемонтний завод Гюмінтанг №409 та Пекінський авторемонтний завод. Того ж року з конвеєра виходить перший важкий мотоцикл "Jinggangshan" за одноіменною назвою міста.
1958 рік - завод виробляє перший седан, назва якого повторює назву першого мотоцикла. Ця подія стає доленосною для подальшого майбутнього заводу. Машину на високому рівні оціює Мао Цзедун, а комрад Жу Де дає нову назву підприємству - Beijing Automobile Works.
1959 рік - з лінії сходить перший лімузин.
1963 рік - початок виробництва першого позашляховика військового призначення BJ210
1965 рік - рік народження BJ212, збільшений чотиримісний позашляховик
1983 рік - BAW та American Motor Corporation укладають угоду про створення спільного підприємства, що отримає назву BJC (Beijing Jeep Co.)
1986 рік - компанія виробляє сучасний седан BJ1022
2001 рік - компанія реструктуризується відповідно до вимог часу та задля подальшого розвитку, дещо змінюється назва Beijing Automobile Works Co. На цьому етапі відбувається відкриття найбільшого заводу в районі Shunyi. Завод площею близько 300 тис. кв.м розташували на ділянці майже 400 тис. кв.м. Виробнича потужність складає 100 тис автомобілів на рік.
2006 рік - модель Luba бере участь в найдовшому в Китаї джиперському марафоні та журналістських експедиціях.
2007 рік - з конвеєра сходить друга генерація машини командування Warrior.

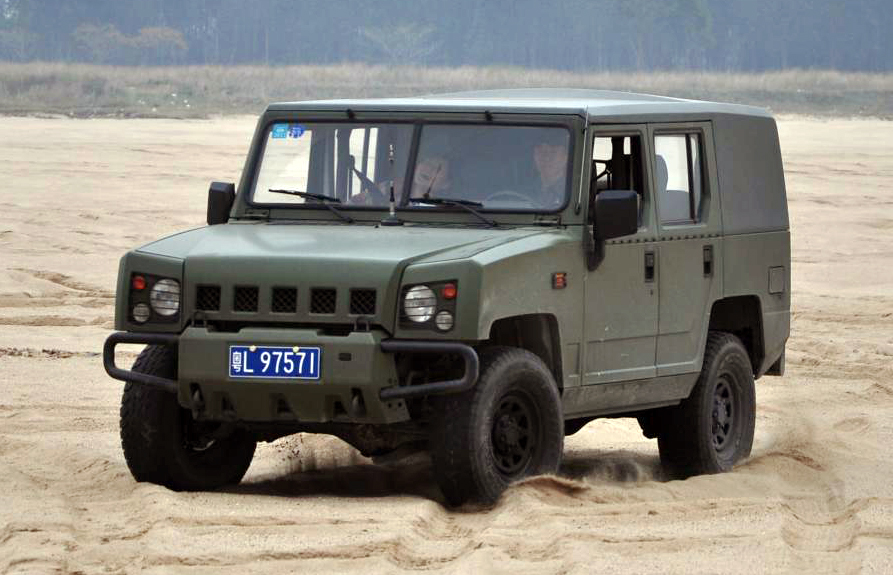
З 2017 року легендарна модель Warrior стає доступна для цивільного населення.

2013 рік - запуск нового заводу в Хуангхуа
2017 рік - модель Warrior відкривають для продажів для цивільного населення. Цього ж року компанія починає будівництво заводу в ПАР.
Як виробник військової техніки, BAW закладає традиційні функціональність але аскетизм у виробництві машин для цивільного використання, при цьому прагне повністю виправдовувати очікування власників, закладаючи в машинах такі професійні переваги, які дозволяють бути No1 у своєму сегменті ринку.  
Військові машини BAW періодично виграють в різноманітних локальних та інтернаціональних змаганнях в різних класах.  
BAW має домінуючий досвід і переваги у виробництві позашляховиків на китайському ринку. 

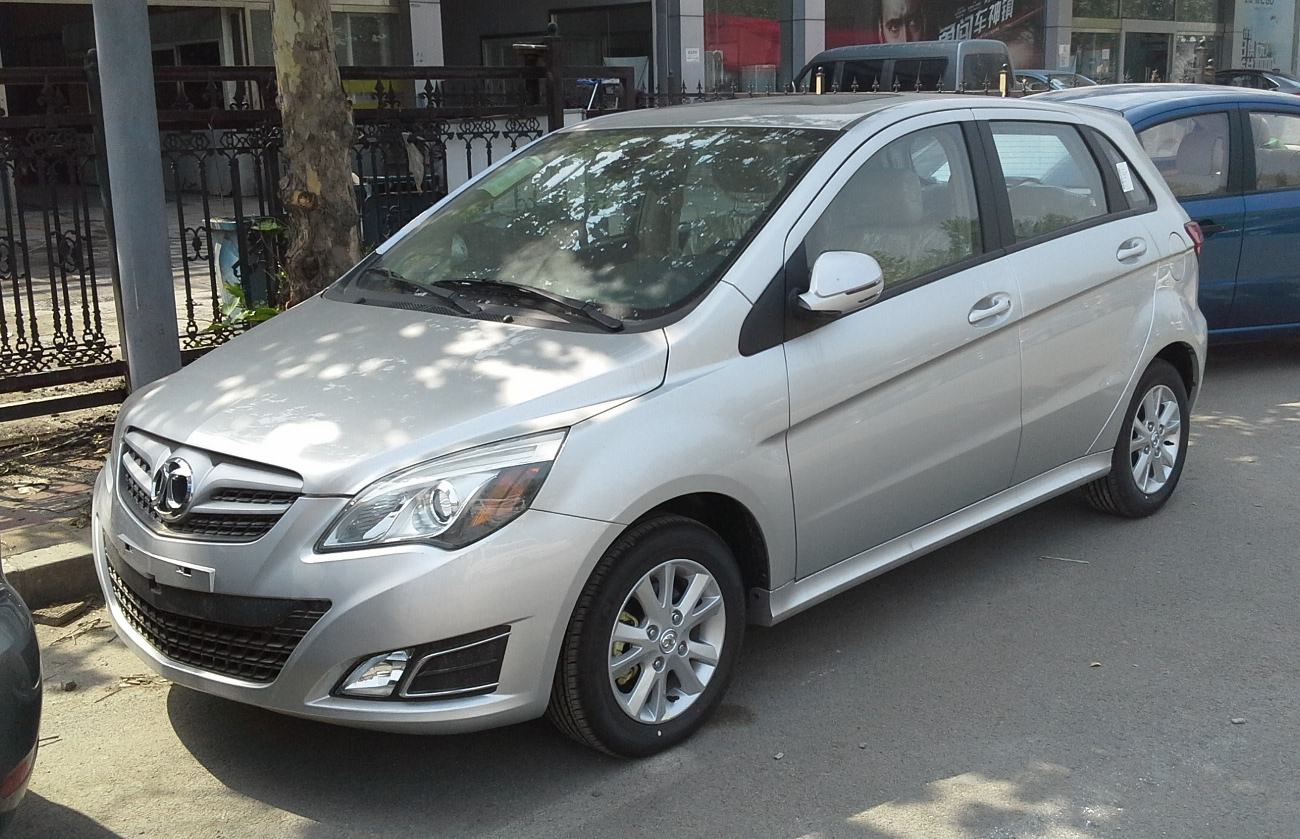
Beijing Auto E-Series
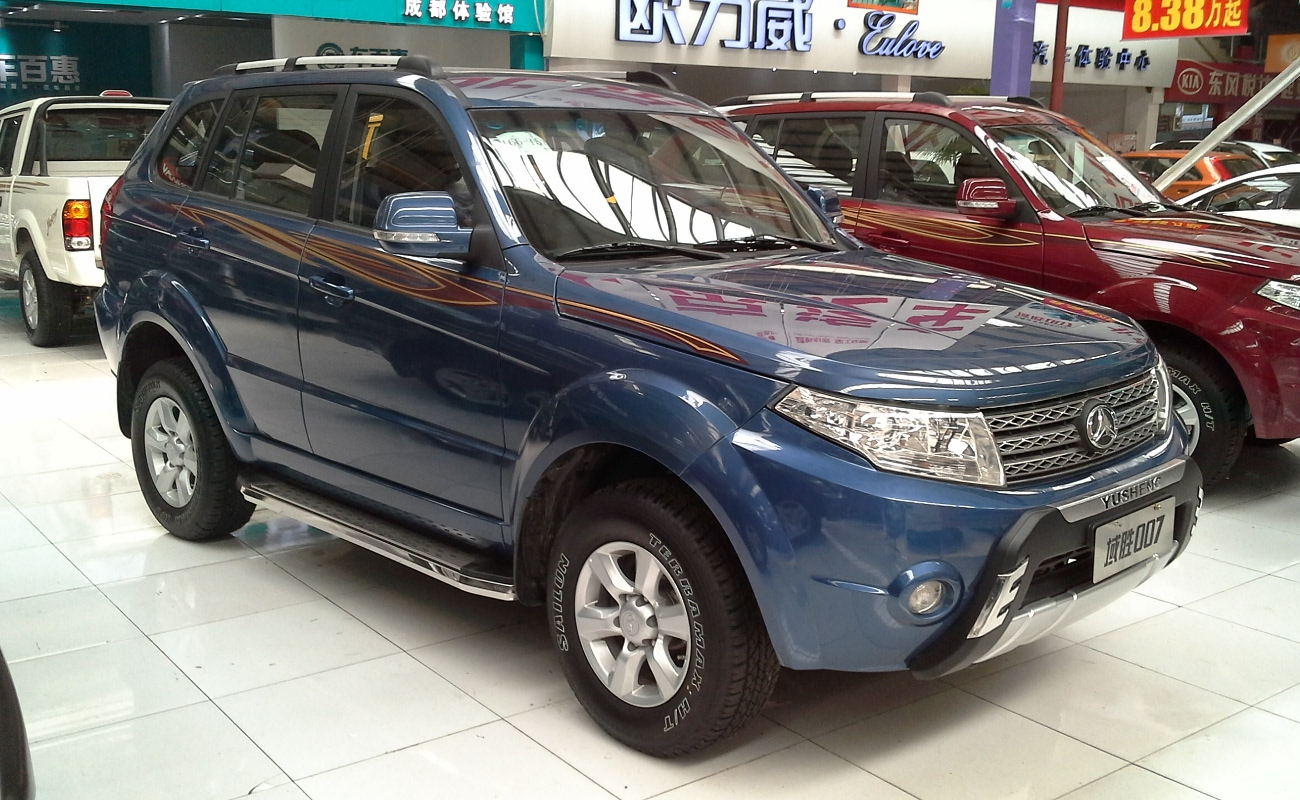
BAW Yusheng
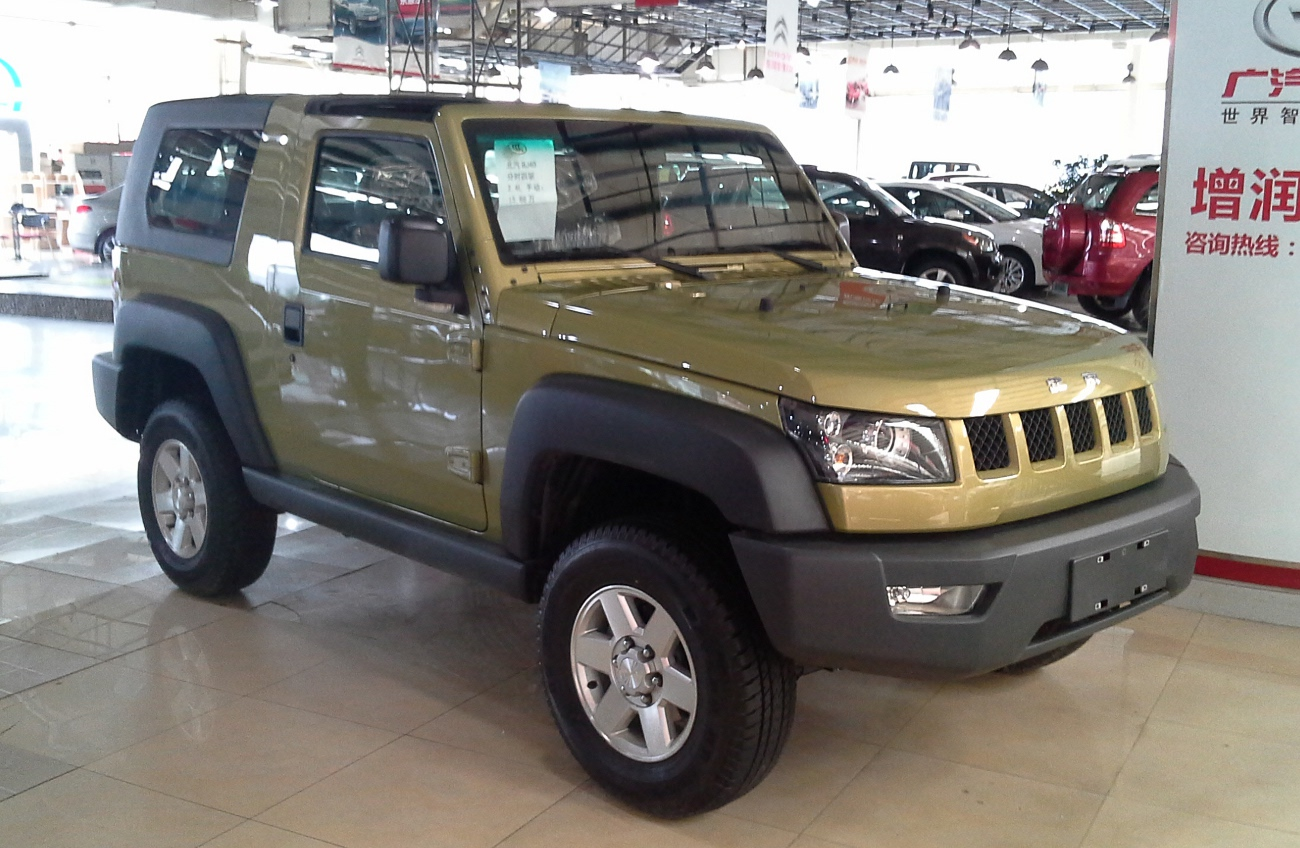
Beijing Auto BJ40
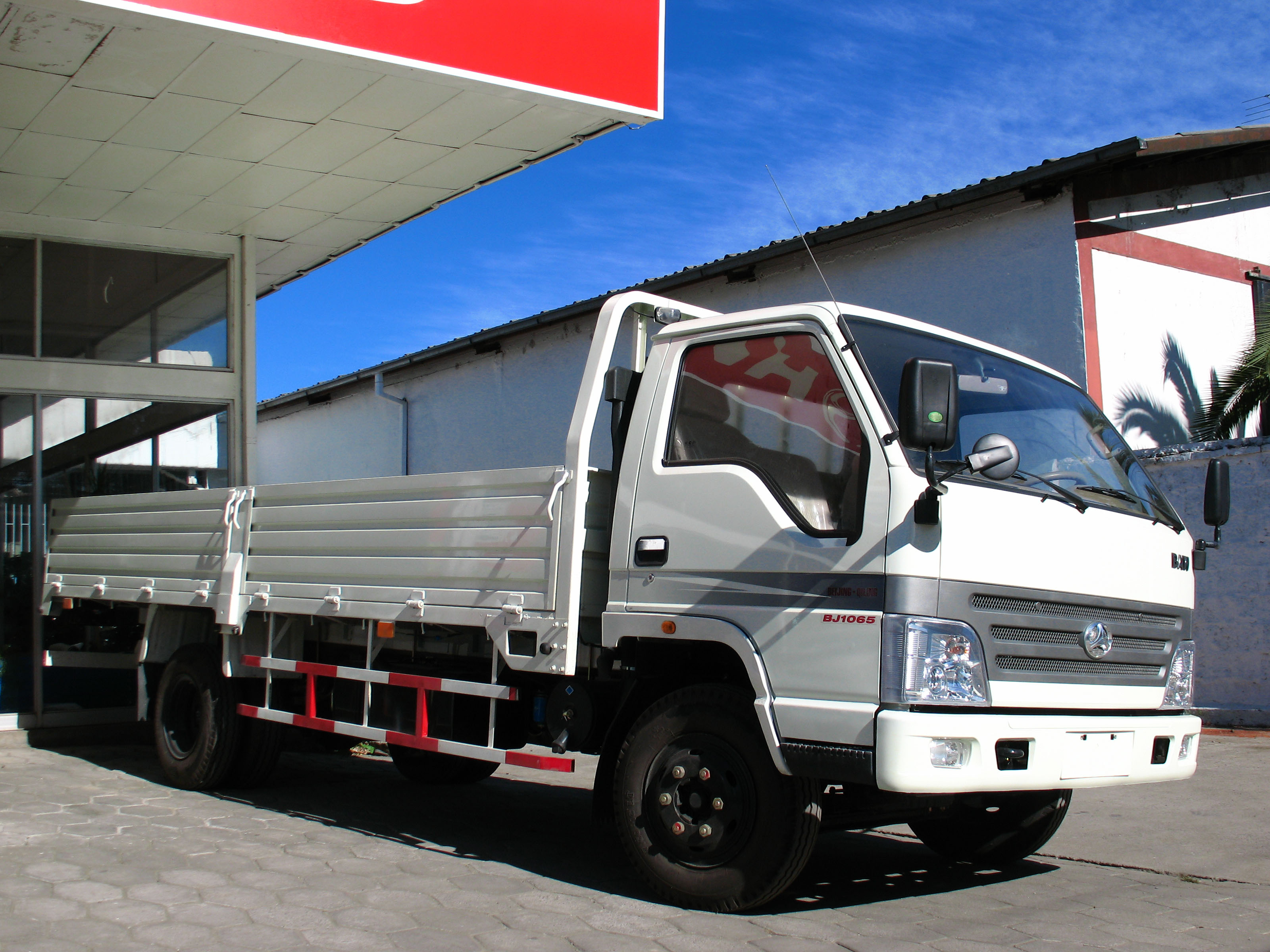
BAW BJ 1065

## Вихід на європейський ринок

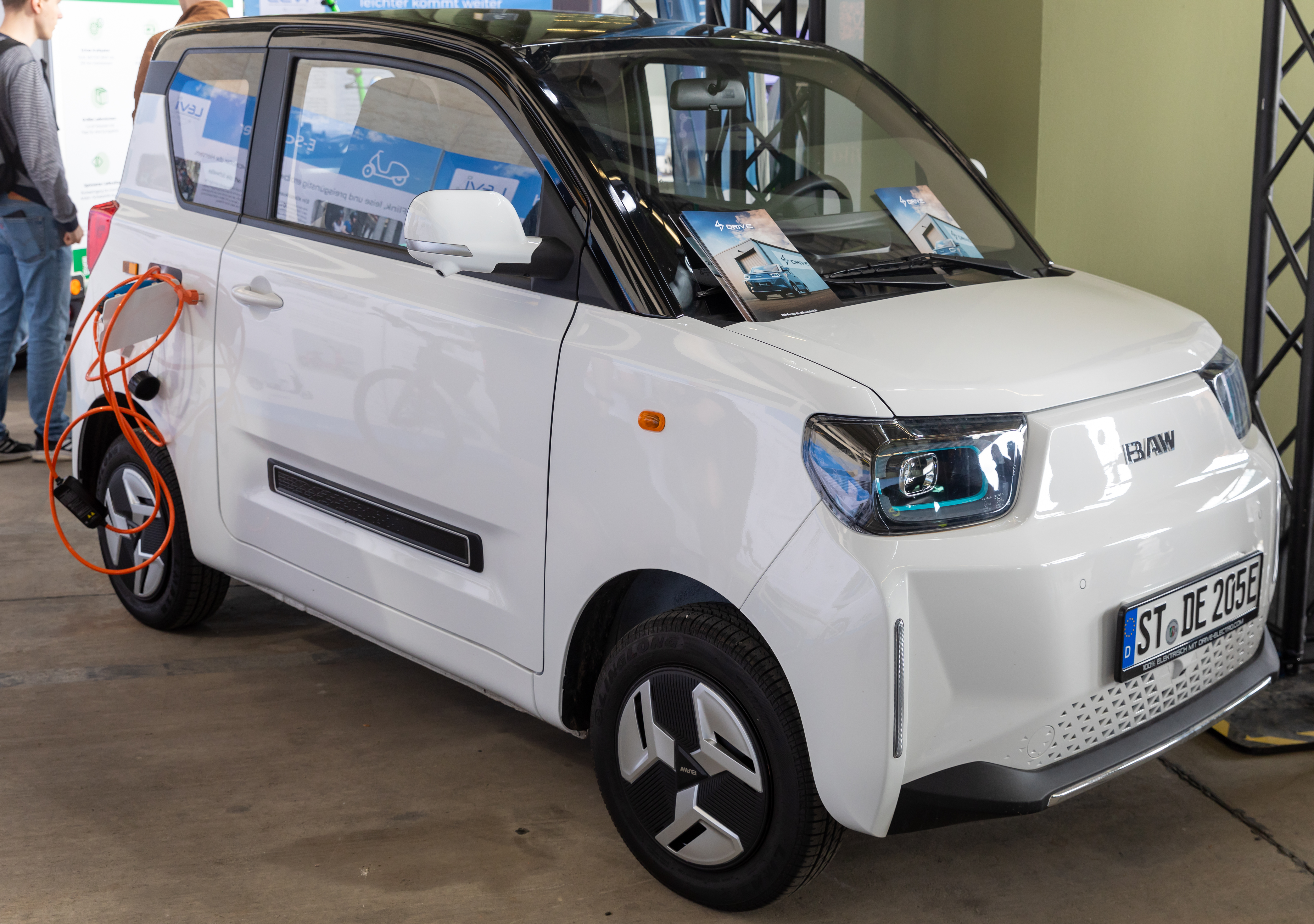
Модель Pony для європейського ринку

Компанія, напевно, намагаючись покращити свої позиції на ринку, купує європейські автомобільні бренди. Тож 27 травня 2009 року було оголошено, що Пекінський автомобільний завод звертається за консультацією до Deutsche Bank щодо можливого поглинання Opel.  BAW також пов'язують із поглинанням Volvo. 9 вересня 2009 року компанія оголосила про придбання міноритарної частки в переговорах Koenigsegg Automotive AB з General Motors щодо придбання шведського виробника автомобілів Saab Automobile, які були невдалими, оскільки Saab було продано Spyker. Натомість, BAIC отримала права, інструменти та двигуни для будівництва Saab 9-3 II та Saab 9-5 I.